# 忠貞新村

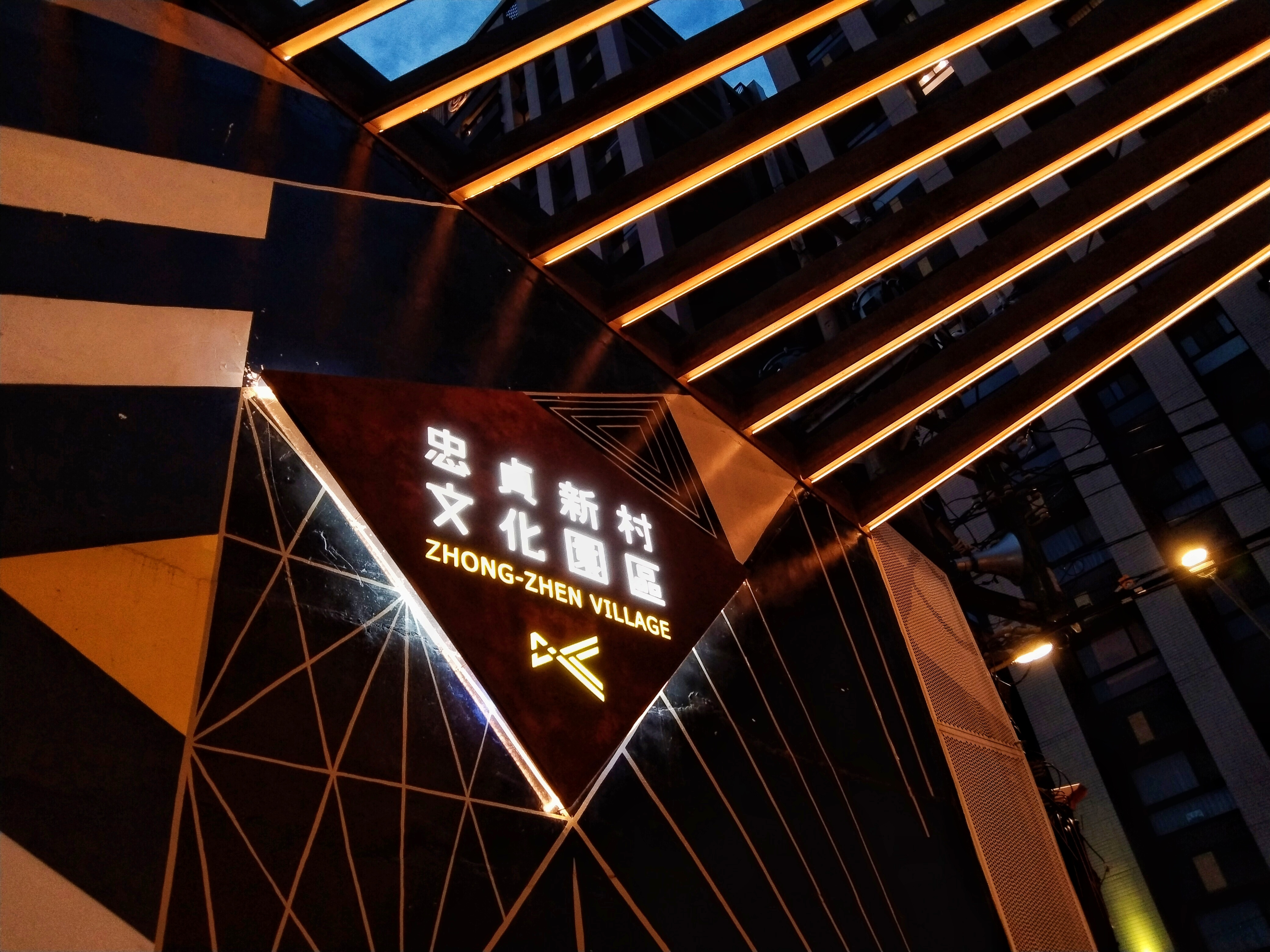
忠貞新村文化園區入口意象

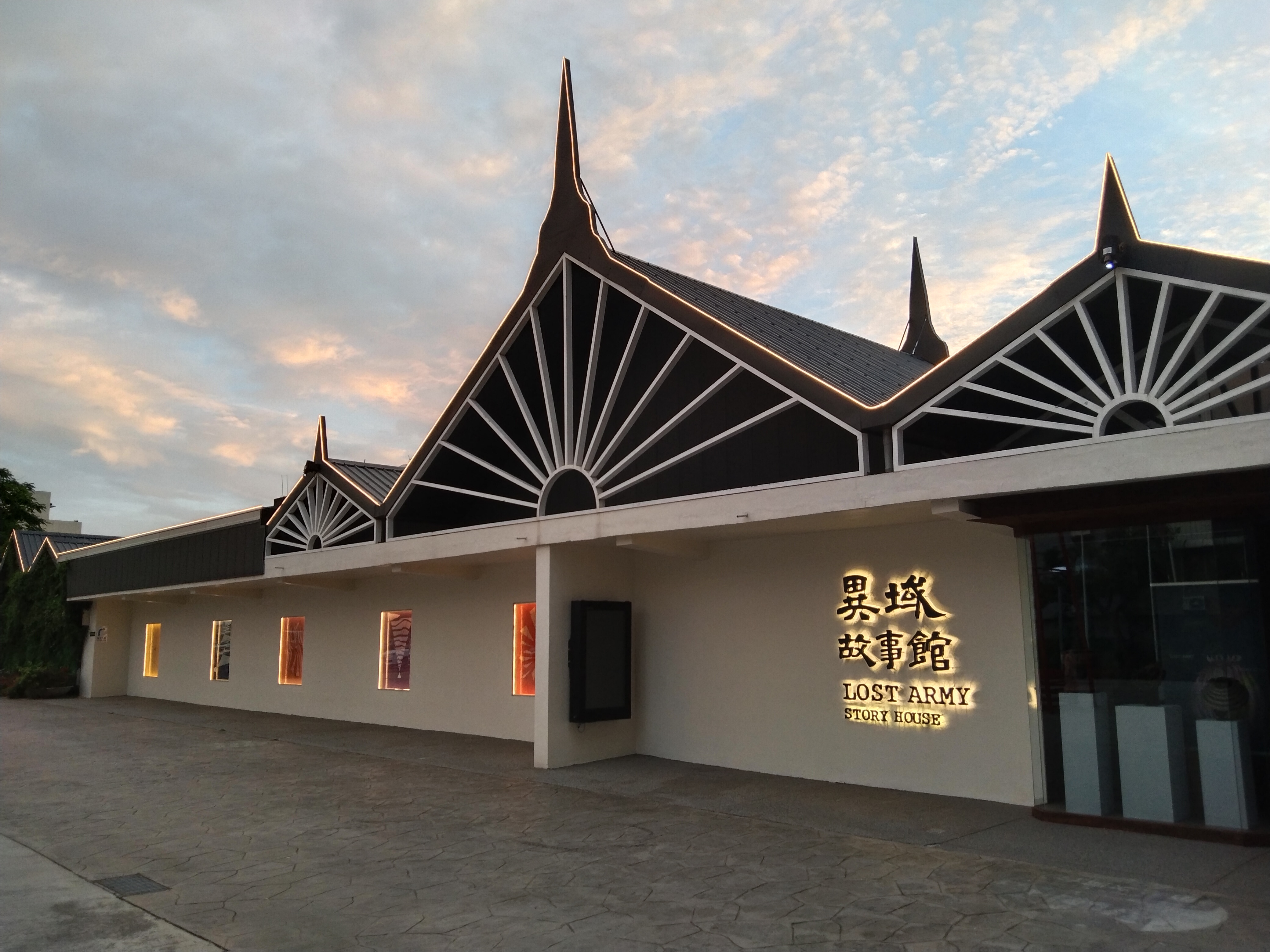
異域故事館

忠貞新村位於臺灣桃園市中壢區與平鎮區交界處的龍岡地區，是中華民國政府於1954年間為第一批撤退來臺的雲南反共救國軍興建的眷村之一。因國防部推動國軍老舊眷村改建計畫，於2005年初拆除，現多已改建為住商大樓；而原址的舊基督教堂及聖德幼稚園已整建成為「忠貞新村文化園區」，園區占地約1,000坪，包含了異域故事館、孤軍紀念廣場、文化教室與餐飲、文創商店。

## 概要
1949年11月，中國人民解放軍第二野戰軍向中華民國政府及其領導的中華民國國軍發動西南戰役。12月初，時任雲南省政府主席盧漢通電投共，其後劉文輝（時任西康省政府主席）、鄧錫侯、潘文華等國軍將領亦率部投共。雲南省會昆明淪陷，雲南省政府消亡；至12月底，解放軍已基本佔領雲南全境。李彌於12月21日就任為新任雲南省政府主席，之後以緬甸北部的猛撒為基地建立雲南反共救國軍，繼續與解放軍對抗；後因緬甸政府向聯合國提出控訴國軍侵占其國土，中華民國政府與美、泰、緬等國會商後，決議撤回在緬軍隊。1953年底，李彌率雲南反共救國軍一九三師部隊與眷屬分批撤往臺灣，轄下段希文等則接獲密令留下，成為後來的泰緬孤軍。來臺的國軍部隊與眷屬共一萬多人，重新整編成軍官三大隊、步兵三營，設指揮部於新竹，由國防部賦名「忠貞部隊」，象徵滇緬軍眷的忠貞精神；原分置於溪洲、大林、霧峰等台灣糖業公司糖廠倉庫內暫居，後由國防部於1954年秋天於桃園中壢市（現中壢區）與平鎮市（現平鎮區）交界處的龍岡地區興建眷村共534戶（一說503戶），並依部隊番號命名為「忠貞新村」。該村之後也接納了一些在一江山島戰役中陣亡國軍的遺族。
忠貞新村的房子平均一戶不到10坪，而可遮風避雨的地方大約只有4.5到5坪左右；屋舍前後有一些空地，可用來種植花草或香料。由於當年居住在忠貞新村的官兵大部為雲南人，而其家眷則多來自雲南、泰、緬等地，這使得眷村處處充滿了雲南風情，因此忠貞新村又被稱為「雲南村」。走進村子裡，可以聽到各種少數民族的特殊口音，隨處可見雲南米干、米線、粑粑等雲南和泰緬小吃。忠貞新村村前有一座蔣公銅像，旁邊就是籃球場和活動中心。活動中心是村中重要場所之一，每逢節慶，都會在此舉辦聯歡活動，例如元宵節的猜燈謎、中秋節的月光晚會，活動內容包括了雲南傳統的擺夷舞和打歌等，軍方也曾在此舉辦電影欣賞會；此外，村民大會與婚宴等大型活動也都是在活動中心舉行。忠貞新村附近還有一座忠貞市場，是眷村居民生活日常用品的重要來源。
1980年，國防部訂定《國軍老舊眷村重建試辦期間作業要點》，與地方政府合建國民住宅，同時委託軍眷住宅合作社改建眷村；1996年1月12日，立法院三讀通過《國軍老舊眷村改建條例》，規劃由國防部自行招商或委託內政部營建署及地方政府代辦改建眷村，加速老舊眷村改建進程。配合眷改政策，忠貞新村於2004年開始拆遷，2005年初拆除完畢；村內居民有遷至大溪、龜山、大楠、內壢等地之國民住宅者，亦有居民領款自行購屋。
2013年6月底，臺灣第一座雲南文化公園於忠貞新村原址一帶落成，佔地約0.2公頃，內有藏族轉經輪、景頗族「目瑙纵歌」祈福柱及擺夷族（傣族）打歌場等多種具雲南少數民族特色的設施。
2022年3月19日，位於忠貞新村文化園區內的異域故事館開幕，保存了泰緬孤軍的相關史料，包含遊客中心、視聽室與五大主題展區。

## 註解
1. ↑  實際上忠貞新村屬平鎮鄉（今平鎮區）所轄[1]，而村旁的忠貞市場範圍則橫跨中壢及平鎮。

## 外部連結
- 忠貞新村文化園區 （页面存档备份，存于）
- 平鎮市「忠貞新村」發展始末蒐尋－榮民文化網 （页面存档备份，存于） （繁體中文）